# Федеральный закон «О банках и сберегательных кассах»
Федеральный закон «О банках и сберегательных кассах» (нем. Bundesgesetz über die Banken und Sparkassen, фр. Loi fédérale sur les banques et les caisses d'épargne, итал. Legge federale sulle banche e le casse di risparmio), также известный как Закон Швейцарии «О банках» (нем. Bankengesetz, BankG, фр. Loi sur les banques, LB, итал. Legge sulle banche, LBCR) — швейцарский федеральный закон, который является основным нормативным актом, регулирующим банковское дело в Швейцарии и в особенности принцип банковской тайны в стране. Этот закон был принят 2 февраля 1934 года Федеральным собранием Швейцарии и вступил в силу 1 марта 1935 года. Наиболее известным положением закона является статья 47, затрагивающая вопросы банковской тайны: в соответствии с этой статьёй раскрытие банками сведений о клиентах иностранным гражданам организациям, третьим сторонам или даже властям Швейцарии без предварительного согласия или предварительно поданной жалобы считается уголовно наказуемым деянием. Многие статьи закона «О банках» затрагивают вопросы банковского права с целью обеспечения реализации положений статьи 47. Принято считать, что на основании этого закона Швейцария обрела репутацию страны с самым высоким уровнем охранения банковской тайны в мире. Положения закона, связанные с банковской тайной, также дополнительно регулируются статьями Гражданского кодекса Швейцарии и многими законодательными актами на уровне кантонов Швейцарии.
Швейцария имеет долгую историю и давние традиции банковского дела, а история банковской тайны в стране восходит к XVIII веку. Хотя банковская тайна давно стала частью швейцарского общества и гражданского права страны, формально частью законодательства она стала только в 1934 году с принятием закона. который отнёс её незаконное раскрытие к уголовно наказуемым деяниям. После принятия закона в течение десятков лет швейцарские банки активно реализовывали право на использование номерных банковских счетов и защищали информацию о клиенте с помощью различных вспомогательных статутов. Несмотря на масштабные и противоречивые глобальные события, создававшие угрозу принципу банковской тайны в стране, в законодательный акт было внесено всего семь поправок, эффект от которых оказался незначительным. Последняя из семи поправок была принята 22 марта 2013 года. Тем не менее, федеральный закон «О банках» до сих пор считается одним из факторов, содействующих в обеспечении уклонения клиентов швейцарских банков от уплаты налогов, отмывании их денег и поддержании теневой экономики. В декабре 2017 года в Федеральном собрании Швейцарии прозвучало предложение законодательно закрепить банковскую тайну в качестве одного из конституционных прав, охраняемых на федеральном уровне.

## Предыстория

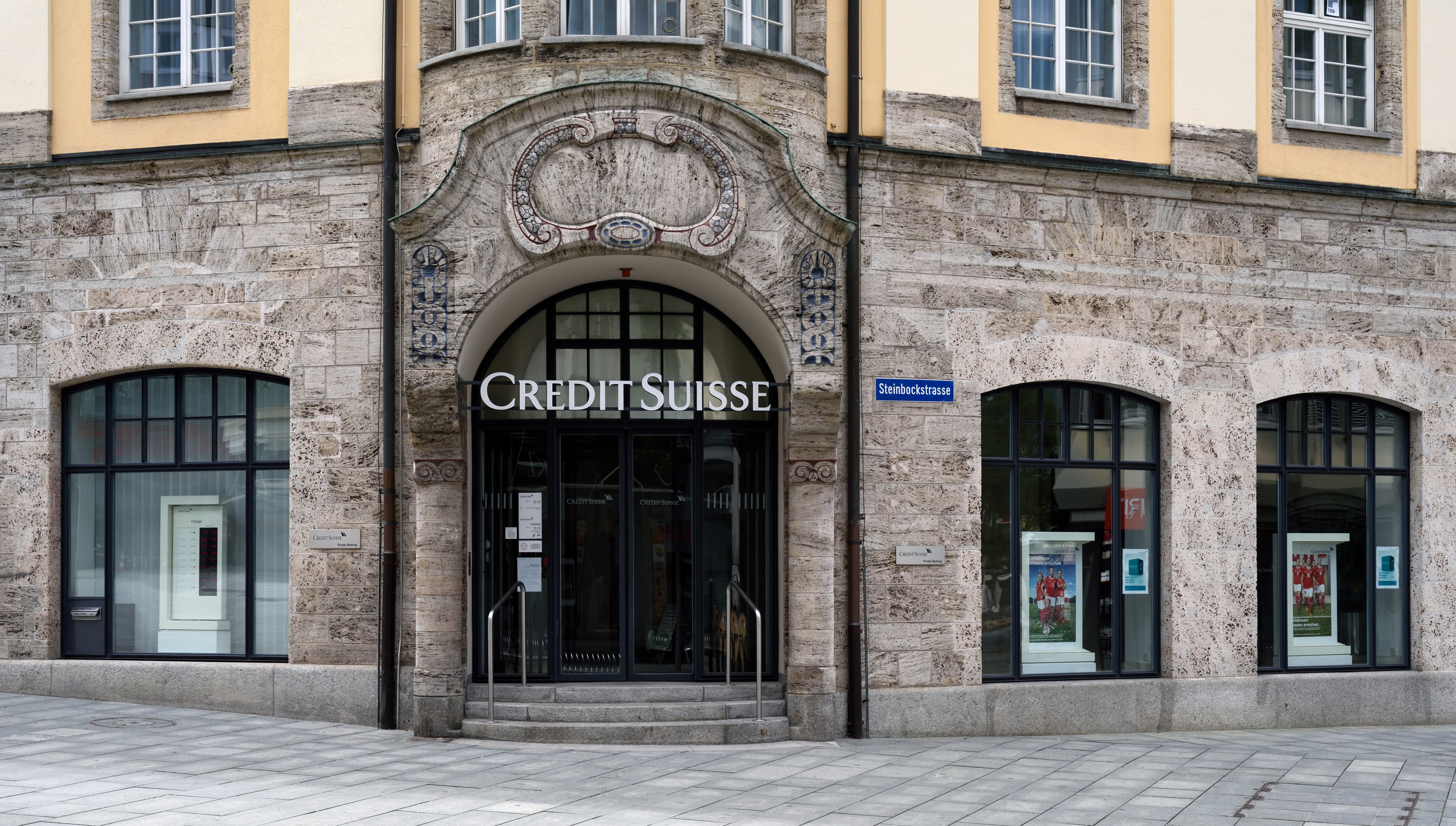
Здание банка Credit Suisse, второго крупного банка в стране после UBS

В Швейцарии сложилась давняя традиция следования принципу банковской тайны и сохранения конфиденциальности в отношениях между банком и клиентом: работники любого банка не разглашали информацию ни об именах владельцев счетов, ни о суммах транзакций. В 1713 году Большим советом Женевы под охрану попала информация о банковских счетах представителей аристократии. В 1780-е годы в швейцарских банках начала действовать система страхования вкладов, которая сыграла важную роль в улучшении репутации банков и росте уровня экономической безопасности. При этом формально только в нескольких кантонах страны действовали какие-либо нормативные акты, обеспечивавшие защиту информации о клиентах банков: принципы банковской тайны соблюдались не столько на основе конкретных нормативных актов, сколько на основе негласных правил и традиций. Нарушение банковской тайны считалось правонарушением в сфере гражданского права, а не уголовного. Вся информация о бенефициарах и счетах была полностью анонимной, включая полное инкогнито от правительств любых стран и судебных органов.
В начале XX века в связи с серьёзными политическими противоречиями, вылившимися в итоге в Первую мировую войну, многие европейские страны решили провести провести реформы в сфере банковской деятельности и налогообложения. Так, в 1901 году Франция повысила налог на наследство и занялась в последующие годы повышением подоходных налогов. В те годы у швейцарцев не было достаточных промышленных и финансовых мощностей, чтобы бросить вызов таким финансовым центрам тех лет, как Лондон, Париж или Берлин. Однако швейцарские банкиры сделали вывод, что если в ряде стран повысят налоги, то Швейцария может привлечь капитал из этих стран, чтобы помочь владельцам финансовых средств избежать уплаты налогов у себя на родине. Таким образом, банковская тайна становилась важнейшим элементом стратегии развития швейцарской экономики. Швейцарские банки начали большую рекламную кампанию, представляя потенциальным клиентам Швейцарию в качестве «налогового рая»: в октябре 1910 года во Франции один из банков в рамках саморекламы подчеркнул, что может управлять любыми ценными бумагами, которые предоставляли ему иностранные клиенты, и соблюдать максимальную конфиденциальность. Интенсивность рекламы в предвоенные годы была настолько велика, что швейцарский министр экономики вынужден был попросить банкиров снизить активность в этой сфере, опасаясь ответных мер со стороны иностранных правительств.
В начале 1914 года в связи с рядом проблем швейцарское правительство занялось изучением вопроса о возможности учреждения какой-либо формы надзора над банками, однако эта идея встретила яростное сопротивление со стороны Ассоциации швейцарских банкиров и Национального банка: те утверждали, что надзор противоречит принципам соблюдения банковской тайны. После начала Первой мировой войны обсуждение этого вопроса и вовсе прекратилось. Уже после окончания войны в страну хлынули потоки иностранного капитала из Германии, Франции, Италии и Австрии, которые прежде Швейцария не знала. Новых вкладчиков привлекали крепкий по тем временам швейцарский франк, политическая стабильность в стране, статус нейтралитета, более щадящая налоговая политика, отношение фискальных органов и сам факт банковской тайны. Распространение налога на прибыль в последующие годы укрепило репутацию швейцарских банков: информация в рамках условной банковской тайны оставалась под надёжной защитой. Именно благодаря статусу «убежища» для зарубежного капитала и хранению вкладов иностранных граждан с соблюдением банковской тайны швейцарские банки повысили свой авторитет и укрепили статус Швейцарии как крупного международного финансового центра. Банковская тайна стала одним из важных аргументов Швейцарии в отношениях с другими странами.
Однако поскольку многие иностранные граждане выводили свои средства в Швейцарию, ряд стран всячески пытались бороться с этим. В межвоенные годы особую обеспокоенность вызывал отток капитала (причём не только в Швейцарию) у Германии: с июля 1931 года правительством Генриха Брюнинга был принят ряд законов, предназначенных не допустить отток немецкого капитала за границу, а если необходимо — силой вернуть деньги, находившиеся на счетах в иностранных банках. В соответствии с одним из таких законопроектов все вклады немецких граждан в иностранной валюте планировалось передать Рейхсбанку, а в случае запроса последнего продать их в обмен на рейхсмарки. Также немецкими властями предпринимались попытки организации финансового шпионажа в Швейцарии, чтобы заполучить информацию о немецких клиентах швейцарских банков. Франция и Бельгия также постоянно пытались заполучить от швейцарских властей и банков личные данные некоторых клиентов, подозревавшихся в уклонении от уплаты налогов и вывозе капитала в Швейцарию, но всякий раз получали отказ. Федеральный совет Швейцарии на одном из заседаний публично признал, что из-за подобных отказов международные отношения Швейцарии с рядом стран могут ухудшиться, однако комитет при Ассоциации швейцарских банкиров выступил против любых мер, направленных на раскрытие личных данных кого-либо из держателей иностранных активов. Поскольку банковский сектор играл важнейшую роль в швейцарской экономике, правительство решило не предпринимать меры, которые могли бы приостановить реализацию принципа банковской тайны, сославшись на необходимость проявлять крайнюю осторожность в вопросах борьбы с уклонением от налогов.

## Процедура принятия закона

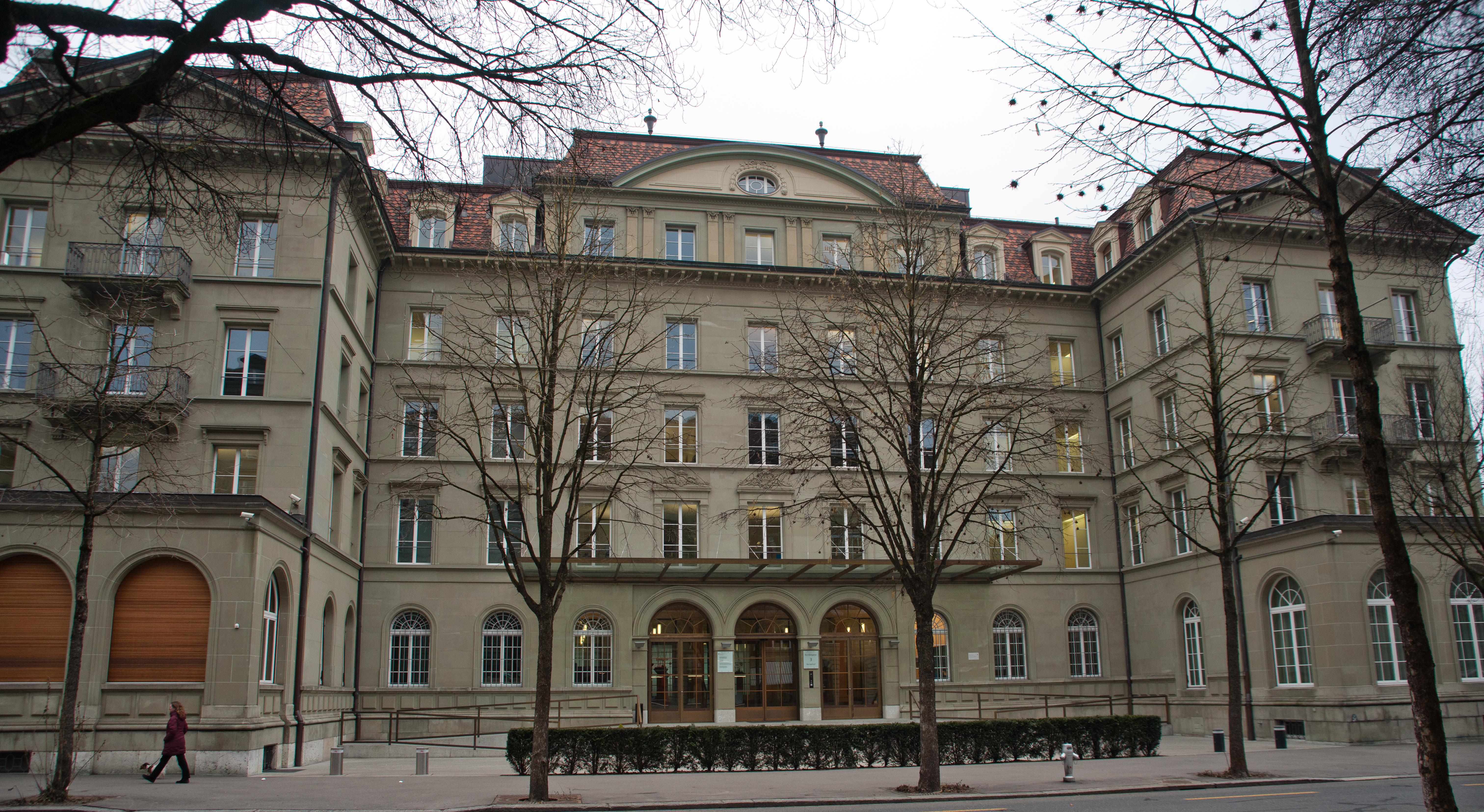
Здание Министерства финансов Швейцарии — Бернерхоф

С 1960-х годов стала распространяться городская легенда, в соответствии с которой поводом для принятия закона «О банках» послужила казнь нацистами трёх граждан Германии по обвинению в хранении сбережений в швейцарских банках. Эта легенда была представлена во множестве книг в разных вариантах с разными деталями. Однако, по мнению историка Себастьяна Гуэ, в этой легенде вне зависимости от её вариантов встречалось слишком много несоответствий реальным фактам. Известно, что со второй половины 1931 года Швейцария переживала крупнейший банковский кризис в своей истории: из восьми крупных банков один обанкротился, другой выжил только благодаря огромной помощи от федеральных властей, а ещё четверо подверглись масштабной реструктуризации. В то же время крайне актуальным стал вопрос об утверждении федерального закона, регулирующего банковскую деятельность: к усилению контроля над финансовым сектором призывали рабочее движение (Социалистическая партия), Швейцарский крестьянский союз (фр. Union suisse des Paysans) и средний класс. Они были заинтересованы не только в сохранении банковских накоплений у низшего и среднего классов, но и в сохранении низкого процента по кредиту (большие инвестиции за границу приводили к росту процентов по кредиту, против чего и выступали многие граждане).
По словам всё того же Себастьяна Гуэ, одним из формальных поводов для начала работы над законом считаются обыски в парижских филиалах швейцарских банков, состоявшиеся в 1932 году. В июне того года к власти пришло левоцентристское правительство Эдуара Эррио, которое решилось для борьбы против дефицита бюджета принять ряд радикальных мер против оттока капитала и попыток уклонения от налогов. 27 октября 1932 года в Париже прошли обыски в отделении банка Basler Handelsbank (Базельский коммерческий банк), в результате которых французскими властями были конфискованы множество документов: выяснилось, что Basler Handelsbank был причастен к вывозу капитала и укрывательству от налогов своих богатых французских клиентов. В последующие дни обыски произошли в банке Banque d’Escompte Suisse и одном из частных банков Женевы. Сумма вывезенных средств, чаще всего упоминавшаяся в прессе, составляла 1 миллиард французских франков (около 200 миллионов швейцарских франков), хотя, по мнению Гуэ, в действительности могло быть вывезено намного больше (в 2000 году эта сумма составляла бы от 40 до 50 миллиардов франков). Среди клиентов банков, которые выводили средства в Швейцарию и уклонялись от уплаты налогов, упоминались три сенатора, дюжина генералов французской армии, два епископа, несколько бывших министров, представители семей промышленников Пежо и владельцы газеты Le Figaro семья Коти. Всего были установлены имена не менее 1000 клиентов, которые благодаря швейцарским банкиром уклонялись от подоходного налога и налога на наследство. Рейд стал предупреждением швейцарским банкам о том, что Франция не считает их действия приемлемыми. Были начаты несколько судебных процессов против трёх швейцарских банков, а их активы во Франции были заморожены (в частности, заморозке подверглись 80 миллионов французских франков банка Basler Handelsbank).
10 ноября 1932 года во французском парламенте состоялись дебаты по поводу обысков, по итогам которых Палата депутатов приняла резолюцию с требованием к правительству Франции принять меры и положить конец подобным действиям, направленным на уклонение от налогов. Наиболее жёсткую позицию занял министр финансов, который заявил, что правительство должно бороться против этого явления не только с помощью уже существовавших законодательных актов или предлагавшихся к рассмотрению, но и с помощью других средств, доступных правительству. 16 ноября двух членов совета директоров Basler Handelsbank вызвали на допрос французские власти, потребовав предоставить доступ к банковским книгам в головном офисе. Те отказались, в связи с чем двух сотрудников парижского офиса Basler Handelsbank арестовали, освободив их только через два месяца. 21 ноября 1932 года Франция обратилась к Федеральному совету Швейцарии с предложением о сотрудничестве в судебной сфере, параллельно приняв ряд мер, о которых предупреждал французский министр финансов. В декабре 1932 года член швейцарского правительства отправил действовавшему президенту Швейцарской Конфедерации письмо, в котором заявил, что некие «тайные агенты французского правительства» шпионят за французскими клиентами швейцарских банков, и потребовал принять какие-либо меры. Швейцарцы вынуждены были снизить банковскую тайну по официальным данным, но полностью требования французов не выполнили. Французский рейд, несмотря на предупреждения французских властей, более расценивался как политическая мера, призванная отвлечь французских избирателей от неудач правящей партии: в середине декабря 1932 года правительство Эррио ушло в отставку, а в январе 1933 года обсуждение этой ситуации сошло на нет, хотя санкции против Basler Handelsbank и других швейцарских банков были окончательно отменены к концу Второй мировой войны.
С целью обеспечения безопасности финансовых накоплений, во избежание повторения скандалов с обысками в парижских отделениях банков и под давлением общественности, озабоченной кредитными вопросами, Федеральный совет Швейцарии занялся разработкой проекта федерального закона о банках и банковской деятельности с учётом того, что в ряде стран после мирового финансового кризиса также были приняты законы о государственном регулировании банковской деятельности. Работа над законом началась в январе 1933 года: его первый вариант был представлен в феврале 1933 года и, помимо всего прочего, содержал статью о банковской тайне. В ходе последующих обсуждений на допарламентской и парламентской стадиях в проект закона были внесены многочисленные изменения, однако документальные свидетельства подтверждают, что статья 47, посвящённая банковской тайне, не претерпела никаких серьёзных изменений и не становилась предметом дискуссий. В разработке законопроекта участвовал и управляющий директор банка Credit Suisse Адольф Йёр (нем. Adolf Jöhr). В ноябре 1934 года закон был принят парламентом: считается, что именно благодаря этому закону Швейцария стала страной с наиболее высоким уровнем сохранения банковской тайны среди развитых стран мира. Также считается, что этот закон свёл к нулю риск установления какой-либо формы стороннего надзора за деятельностью банков: банкиры опасались, что участники гипотетического надзирательного органа могли получить доступ к банковским книжкам какого-либо банка и выяснить личные данные всех его клиентов, а при худшем развитии событий и вовсе передать их властям других государств.

## Исходная редакция закона
Федеральный закон состоит из 56 статей, описывающих финансовые, юридические и экономические основания для регуляции деятельности любого швейцарского финансового-кредитного учреждения (то есть банка). В частности, отдельные статьи закона гласят следующее:
- Статья 2. Действие закона распространяется на филиалы иностранных банков в Швейцарии и на представителей иностранных банков в Швейцарии[24].
- Статья 7. Системно значимые банки — все банки, финансовые группы и финансовые конгломераты с банками во главе, существование которых является критически важным для национальной экономики и финансовой системы[24].
- Статья 47: В соответствии с этой статьёй разглашение информации о клиентах иностранным организациям, третьим сторонам и швейцарским властям без предварительного согласия клиентов или иного представленного законного обоснования расценивается как уголовно наказуемое деяние[англ.]. До декабря 2008 года нарушителям этой статьи грозил штраф в размере 50 тысяч швейцарских франков и тюремное заключение сроком до 3 лет. После внесения поправок максимальный штраф вырос до 250 тысяч франков, максимальный тюремный срок — до 5 лет[25]. Согласно Оберу Морису, к банковской тайне относились отношения между клиентом и банком, предоставляемая клиентом информация о его финансовом положении, отношения клиента с другими банками (если таковые есть) и собственные банковские транзакции, раскрытие которых может нанести ущерб клиенту[24]. Также по состоянию на декабрь 2008 года в силе были следующие пункты статьи[26]:
  - Статья 47(a) § I: Все сотрудники банка обязаны защищать секреты своих клиентов.
  - Статья 47(a) § II: Третья сторона, которая совершает действия, способствующие нарушению банковской тайны, подлежит привлечению к уголовной ответственности.
  - Статья 47(a) § III: Нарушения банковской тайны вне зависимости от наличия умысла расследуются в рамках уголовного права.
  - Статья 47(a) § IV: Нарушения банковской тайны автоматически фиксируются вне зависимости от того, был ли подан в суд соответствующий иск.
  - Статья 47(a) § V: За нарушения банковской тайны грозит наказание в виде штрафа до 250 тысяч франков (215 тысяч евро или 250 тысяч долларов США).
  - Статья 47(a) § VI: За нарушения банковской тайны предусмотрена уголовная ответственность даже после увольнения сотрудника или его ухода на пенсию.
  - Статья 47(a) § VII: Защита банковской тайны может прекратить действие в особых юридических случаях, если швейцарскими властями предоставлено разрешение на доступ к личным банковским записям.
  - Статья 47(b) § I: В соответствии с этим подразделом во время Второй мировой войны банкам запрещалось раскрывать информацию о еврейских клиентах, если её требовали представители Нацистской Германии[14][27].

## Поправки
В закон были внесены семь поправок, регулировавших его дальнейшее влияние и распространение.
- 1-я поправка (11 марта 1971): Финансовые компании, которые являются субъектом данного закона, должны в течение трёх месяцев с момента вступления поправки в силу зарегистрироваться у Швейцарской службы по надзору за финансовыми рынками[англ.][28].
- 2-я поправка (18 марта 1994):[28]
  - Раздел 1: Финансово-кредитные учреждения, которым Швейцарская служба по надзору за финансовыми рынками разрешила публично ходатайствовать о принятии средств от третьих сторон до вступления закона в силу, не нуждаются в новой лицензии для осуществления банковской деятельности.
  - Раздел 2: Банки, чья деятельность осуществляется в соответствии с законодательством Швейцарии, обязаны проинформировать Федеральную комиссию по банковскому делу Швейцарии обо всех своих дочерних компаниях, филиалах, агентствах и представительствах за рубежом в течение трёх месяцев с момента вступления поправки в силу.
- 3-я поправка (22 апреля 1999): В отношении кантональных банков, которые на момент вступления в силу настоящего Закона находятся под надзором Федеральной комиссии по банковскому делу Швейцарии, предусмотренная статьёй 3 Закона лицензия считается выданной[28].
- 4-я поправка (3 октября 2003): Запросы на самоуправление должны быть поданы в Федеральную комиссию по банковскому делу Швейцарии в течение года с момента вступления поправки в силу[28].
- 5-я поправка (14 декабря 2007): В течение трёх месяцев с момента вступления поправки в силу люди, которые де-факто руководят швейцарской финансовой группой или конгломератом без управления банком в Швейцарии, должны зарегистрироваться в Федеральной комиссии по банковскому делу Швейцарии[28].
- 6-я переходная поправка (30 сентября 2011): Первое принятие положений статьи 10(4) должно быть представлено на одобрение Федеральному собранию Швейцарии.[28].
- 7-я переходная поправка (22 марта 2013): В течение пяти лет должны быть представлены бездействующие активы[англ.], которым по состоянию на 22 марта 2013 года больше 50 лет[28].

## Положения Гражданского кодекса
Помимо принятого в 1934 году закона «О банках», положения о банковской тайне регулируются также статьями Гражданского кодекса Швейцарии:
- Статья 27 предоставляет клиенту право подать на банк в суд с требованиями компенсации ущерба за нарушение конфиденциальности и раскрытие личных данных.
- Статья 27 § (a) запрещает финансовым организациям действовать от имени правительства другой страны.
- Статья 27 § (c) запрещает под страхом уголовного наказания раскрывать коммерческую тайну иностранным властям.
- Статья 28 § (a) позволяет клиенту подать обращение в суд с требованием запретить банку раскрывать личную информацию. Этой статьёй законодательно закреплены отношения между банком и клиентом в стране.

## Положения Конституции
Федеральная Конституция Швейцарской конфедерации гарантирует ряд прав, так или иначе связанных с банковской тайной. Об этом гласят следующие статьи:
- Статья 13 § (b) гарантирует право граждан на уважение частной и семейно жизни, жилища, на сохранение тайны переписки и телекоммуникации.
- Статья 13 § (c) гарантирует право человека на защиту от злоупотребления личными данными.
- Статья 27 § (a) гарантирует экономическую свободу.
- Статья 27 § (b) подчёркивает, что к экономической свободе относятся свободный выбор профессии, свободный доступ к личной экономической деятельности и её свободная реализация.
- Статья 94 § (c), описывая принципы экономического строя, отмечает, что Конфедерация и кантоны в рамках своей компетенции заботятся о благоприятных общих условиях для частного сектора экономики.
- Статья 94 § (d) дополняет вышесказанное, подчёркивая, что отклонения от принципа экономической свободы (а именно мероприятия против конкуренции) допустимы только в случаях, предусмотренных в Федеральной конституции или базирующихся на монополиях кантонов.
- Статья 98 § (a), описывая банковскую и страховую сферу, указывает, что Конфедерация может издавать законы о финансовых услугах в других сферах.
- Статья 98 § (b), дополняя вышесказанное, отмечает, что Конфедерации предписывается издавать законы о частном страховании.

В декабре 2017 года группа партий Федерального собрания Швейцарии выступили с постоянной инициативой запрета на автоматический обмен данными в Швейцарии путём включения права на сохранение банковской тайны в Конституцию.

## Дополнения к закону и попытки пересмотра
Швейцарцы только делают вид, что сотрудничают. Они принимают [поправку] за [поправкой], пересматривая законы о банковской тайне, а вот [их] внутренние организации — чью деятельность за границей мало кто полностью понимает — делают всё возможное, чтобы сохранить роль своей страны в защите финансовых секретов других стран.
Оригинальный текст (англ.)Switzerland only makes it look like its cooperating. It adopts [revision] after [revision] to their banking secrecy laws while [their] internal institutions – which few people outside of Switzerland fully understand – do everything in their power to maintain their country's role in keeping secure the financial secrets of others.
— Стюарт Гибсон, журнал Forbes
Победа антигитлеровской коалиции во Второй мировой войне стала фактором, который обеспечил закрепление чувства доверия иностранных вкладчиков швейцарским банкам. Оно, в свою очередь, легло в основу репутации банковской тайны Швейцарии, которая сохраняется на высоком уровне и по сей день. В самой Швейцарии любые меры, направленные на улучшение защиты сведений, составляющих банковскую тайну, приветствуются общественностью и принимаются на законодательном уровне оперативно, без каких-либо дополнительных обсуждений. В то же время сама охрана банковской тайны вызывает достаточно большое количество вопросов в мире: требования от иностранных государств ослабить положения закона о банковской тайне сталкиваются с противостоянием швейцарских политиков, расценивающих такие требования как прямое вмешательство во внутренние дела страны. В связи с этим имеют место нередко игнорирования международных соглашений или отказ от их соблюдения на основании решений Федерального верховного суда Швейцарии.
- В 1951 году Швейцария заключила налоговое соглашение[англ.] с США, взяв на себя обязательства о передаче американцам информации о клиентах, которые уклоняются от налогов и действия которых могут трактоваться как уголовно наказуемые. В то же время решение о наличии преступной составляющей в действиях клиентов принимали только швейцарские власти; швейцарским банкирам запрещалось сотрудничать с американскими налоговыми органами в ходе расследования. Соглашение обновлялось в 1996 и 2003 годах, но после отказа швейцарских властей дать понятные объяснения «обмену информацией» оно фактически прекратило своё действие[29].
- 3 декабря 2008 года Федеральное собрание Швейцарии ужесточило наказание за нарушение банковской тайны: максимальный тюремный срок, который мог быть назначен виновнику, вырос с 6 месяцев до 5 лет[25].
- В ноябре 2009 года законодательно была стёрта разница между налоговым мошенничеством (финансовое преступление) и уклонением от уплаты налогов (не является преступлением) для иностранных клиентов банков: это решение было принято под международным давлением[37]. В то же время эта разница сохраняется для граждан Швейцарии[38].
- В 2009 году Швейцария подписала Налоговую директиву ЕС о накоплениях (англ. European Union Savings Tax Directive / EUSTD), в соответствии с которой швейцарские банки обязаны предоставлять странам-членам ЕС ежегодную налоговую статистику обезличенного и обобщённого характера[39].
- Также в 2009 году швейцарские власти изначально согласились передать США информацию о 4450 счетах американских граждан в банке UBS, подозревавшихся в уклонении от уплаты налогов. Вскоре швейцарский суд признал подобное соглашение противозаконным[40], а 8 июня 2010 года по итогам голосования в швейцарском парламенте выступили против заключения подобной сделки[41]. Однако неделю спустя, 15 июня, состоялось повторное голосование, по итогам которого нижняя палата парламента одобрила сделку[40]. 17 июня 2010 года сделку одобрила и верхняя палата: предложенный вариант отличался от того варианта закона, против которого голосовали 8 июня[42][43].

Я знаю, что [Швейцария] одобряет договоры, и мне известны все лазейки в договорах. В соответствии со швейцарскими законами […] защита строится на том, что прокуратуре придётся доказывать факт нарушения банком законодательства. Главное — то, что швейцарские законы всё ещё заставляют проходить бюрократические барьеры, только чтобы стало возможным выяснить имена людей, которые прячут свои активы от наших налоговиков.
Оригинальный текст (англ.)I know [Switzerland] goes through treaties and I know all the holes in all the treaties. Under Swiss law ... the defense is that prosecutors have to prove that any bank involved is violating the law. The key point is that Swiss law still requires going through hoops to get the names of people who are hiding their assets from our tax [authorities].
— Карл Левин, сенатор США, интервью Foreign Policy
- В феврале 2013 года после двух проваленных голосований в парламенте Швейцария подписала соглашение по американскому Закону о налогообложении иностранных счетов (FATCA)[29]. В соответствии с этим соглашением банки Швейцарии обязались ежегодно предоставлять налоговому управлению США сведения обобщающего характера об американских клиентах, передача которых не являлась разглашением персональных данных[45]. Однако соглашение обеспечивало только полуавтоматическую передачу информации на усмотрение швейцарских властей: закон «О банках» прямо запрещал раскрывать информацию о клиентах налоговому управлению, если клиент не дал своего предварительного согласия; если же он давал согласие, то банк мог передать налоговому управлению только конкретную информацию, связанную с налогами, но не имел права раскрывать личные данные клиента[29]. Оценочная стоимость реализации соглашения как для Швейцарии, так и для США составляла от 300 до 400 миллионов долларов ежегодно[46]. Подписание Швейцарией этого соглашения с США многие СМИ по ошибке истолковали как «конец банковской тайны», хотя никакие положения закона при этом не отменялись[39]: поводом для ошибочных публикаций стало вступление в силу Федерального закона «О международной помощи в налоговых вопросах» (нем. Bundesgesetz über die internationale Amtshilfe in Steuersachen)[47].
- 6 января 2014 года Федеральный административный суд Швейцарии[англ.] постановил прекратить передачу клиентской информации банком Julius Baer американскому налоговому управлению как нарушающую положения о банковской тайне в швейцарском законе «О банках»[29].
- 3 марта 2015 года правительство Швейцарии заключило двусторонние «соглашения Рубика» (англ. Rubik Agreements) с Германией, Австрией и Великобританией. В соответствии с этими соглашениями иностранцы-владельцы счетов в швейцарских банках в обмен на погашение задолженностей по выплате налогов[англ.] получали гарантии анонимности[48].
- В 2016 году швейцарские суды постановили, что информация о причастности клиента банка к финансовому преступлению, которая была получена путём «утечек» или несанкционированного доступа, не может использоваться для раскрытия конфиденциальных сведений о клиенте. Заполучить подобным способом (на основании сведений об утечек) конфиденциальную информацию о клиентах безуспешно пытались Франция и Индия[49].
- 1 января 2017 года Швейцария формально приняла Международную конвенцию об автоматическом обмене банковской информацией (англ. International Convention on the Automatic Exchange of Banking Information (AEOI)), согласившись автоматически предоставлять финансовую информацию ограниченного характера определённым странам исключительно для аудита подоходных налогов[англ.][50]. В соглашение включён Единый стандарт отчётности (CRS), в соответствии с которыми иностранные налоговые органы получают от швейцарских банков в автоматическом режиме следующие данные клиента — имя, адрес, место постоянного проживания, налоговый номер, дата рождения, номер счёта, баланс на конец года и валовой доход[49]. Единый стандарт отчётности не может требовать от банков предоставить информацию о расходах клиентов, поскольку это противоречит положениям о банковской тайне в швейцарском законе «О банках»[39]. Раскрываемая информация может быть использована только для аудита подоходных налогов; её предоставление может быть остановлено по распоряжению швейцарских властей[51].
- 31 октября 2017 года в Федеральный верховный суд было подано заявление швейцарской прокуратурой с предложением ужесточить наказания в отношении лиц, причастных к утечкам информации из банковской тайны (в том числе осведомителей). Предлагалось также привлекать к ответственности любого сотрудника швейцарских банков, причастного к подобным нарушениям вне зависимости от его местонахождения.[25].
- В декабре 2017 года в парламенте Швейцарии одна из правых партий выступила с предложением провести референдум по поводу закрепления банковской тайны в Конституции: в случае успеха банковская тайна получила бы статус конституционного права, защищаемого на федеральном уровне[32][52].
- 6 января 2018 года Федеральный окружной суд Южного округа Нью-Йорка постановил, что швейцарские банки никоим образом не влияют на решения американских налогоплательщиков не декларировать свои активы в иностранных банках. Таким образом был создан прецедент, в соответствии с которым швейцарские банки не могут обвиняться в оказании помощи при уклонении от налогов: они оказывают легальные услуги, которые могут стать нелегальными исключительно по причине действий клиента[53].
- 21 марта 2018 года Министерство юстиции и полиции Швейцарии сделало заявление о порядке рассмотрения судебных исков с участием любого швейцарского банка. Лицу, которое в ходе слушаний раскроет информацию о клиенте этого банка без предварительно данного разрешения, в дополнение к обвинениям в нарушении банковской тайны могут быть предъявлены обвинения в шпионаже и вымогательстве. Поводом для подобного заявления послужило дело с участием банка J. Safra Sarasin и трёх немецких юристов, которые представили судье внутренние документы банка[54].
- В конце июля 2018 года Федеральный верховный суд постановил передать данные почти 40 тысяч клиентов банка UBS французским налоговым органам — а именно данные за годы, предшествовавшие введению автоматического обмена информацией в рамках CRS. Тем самым суд удовлетворил запрос, который в 2016 году французы подали в Федеральную налоговую администрацию Швейцарии. Банковское сообщество Швейцарии потребовало от швейцарского суда объяснений, заявив, что подобное решение может быть нарушением закона «О банках и сберегательных кассах». В конце того же года швейцарские власти сообщили, что и итальянская налоговая служба потребовала от UBS предоставить данные по налоговым резидентам за 2015—2016 год с целью поиска уклоняющихся от налогов лиц[55].